# Nekrolog 1912
Nekrolog
◄◄
| ◄
| 1908
| 1909
| 1910
| 1911
| 1912 | 1913 | 1914 | 1915 | 1916 | ► | ►►
1. Quartal |
2. Quartal |
3. Quartal |
4. Quartal 
Weitere Ereignisse | Allgemeiner Nekrolog 1912
Die Beschreibung der verstorbenen Person sollte so kurz wie möglich gehalten sein und nur deren signifikante Tätigkeit(en) enthalten.
Neue Namen ggf. auch unter dem Geburts- und Sterbedatum, also etwa unter 1. Januar und im Geburts- und Sterbejahr (2024) eintragen (nur bei entsprechender großer Wichtigkeit). Für Beispiele siehe die schon vorhandenen Artikel.
Außerdem über die fünf zuletzt Verstorbenen, zu denen es einen ausreichend guten Artikel für eine Präsentation auf der Hauptseite gibt, nach der todesbedingten Überarbeitung der Artikel ggf. auch unter Wikipedia Diskussion:Hauptseite informieren und sie am besten auch in den anderen Wikipedia-Sprachversionen eintragen. Tipp: Regelmäßig bei news.google.de nach „ist tot“, „gestorben“ oder „verstorben“ suchen.
Wenn eine Person gestorben ist, gibt es viele Seiten zu dieser Person in der Wikipedia, die davon auch betroffen sind und entsprechend aktualisiert werden müssen. Beispiele: Namenübersichtsseite, Geburtsjahr, Geburtsort-Seiten und viele mehr.
Wie finde ich die betroffenen Seiten?
Im Suchfeld auf der linken Seite gibt man den Suchbegriff so ein: „Vorname Nachname“. Dann klickt man auf Volltext und alle Seiten mit entsprechendem Suchtext werden aufgerufen. Hier sieht man dann schnell, wo auch das Todesjahr Sinn macht oder sogar ein Teil des Artikels angepasst werden muss. Auch hilft das „Werkzeug“ auf der linken Seite sehr gut, um solche Seiten aufzufinden: „Links auf diese Seite“. Somit ist die Wikipedia wieder aktuell in allen Bereichen! Hinweis: bei Eintragung der Kategorie „Gestorben JAHR“ wird der Missbrauchsfilter 49 ausgelöst, was jedoch nicht schlimm ist. Siehe: Spezial:Missbrauchsfilter/49
Dies ist eine Liste von im Jahr 1912 verstorbenen bekannten Persönlichkeiten. Die Einträge erfolgen innerhalb der einzelnen Daten alphabetisch sortiert. Tiere sind im Nekrolog für Tiere zu finden.
Die Liste ist nach Quartalen aufgeteilt:
- Nekrolog 1. Quartal 1912: Januar, Februar und März
- Nekrolog 2. Quartal 1912: April, Mai und Juni
- Nekrolog 3. Quartal 1912: Juli, August und September
- Nekrolog 4. Quartal 1912: Oktober, November und Dezember

## Datum unbekannt
| Tag | Name                             | Beruf, bekannt als                                                                 | Alter | Beleg |
| --- | -------------------------------- | ---------------------------------------------------------------------------------- | ----- | ----- |
|     | Hans Albert                      | deutscher Theaterschauspieler und -direktor                                        |       |       |
|     | James Allen                      | britischer Autor                                                                   |       |       |
|     | Edouard Béliard                  | Maler des Impressionismus                                                          |       |       |
|     | Paul Marcellin Berthier          | französischer Maler und Fotograf                                                   |       |       |
|     | Rupen Binemeciyan                | armenischer Schauspieler                                                           |       |       |
|     | Oscar Bluhm                      | deutscher Maler und Illustrator                                                    |       |       |
|     | Jeremias Theodor Boisselier      | Reichsoberhandelsgerichtsrat und deutscher Reichsgerichtsrat                       |       |       |
|     | Karl Bostelmann                  | deutscher Miniaturmaler                                                            |       |       |
|     | Sarah Bradford                   | US-amerikanische Schulleiterin, Schriftstellerin und Biografin                     |       |       |
|     | Pauline Powell Burns             | US-amerikanische Malerin und Pianistin                                             | ≈36   |       |
|     | Artur Augusto da Fonseca Cardoso | portugiesischer Kolonialoffizier und Anthropologe                                  | ≈47   |       |
|     | Giovanni Battista Ceirano        | italienischer Automobilhersteller                                                  |       |       |
|     | Aleksandre Chachanaschwili       | georgisch-russischer Historiker und Philologe                                      |       |       |
|     | Louis Cyr                        | kanadischer Bodybuilder                                                            |       |       |
|     | William Howard Durham            | US-amerikanischer Pastor, Theologe der Pfingstbewegung, Herausgeber eines Magazins |       |       |
|     | Wenceslao Escalante              | argentinischer Landwirtschaftsminister und Professor der Rechtswissenschaften      |       |       |
|     | Jean Baptiste Feilner            | deutscher Hof-Fotograf und (Ansichtskarten-)Verleger                               |       |       |
|     | Miquel Ferrer i Ramonatxo        | katalanischer Komponist, Organist und Kapellmeister                                |       |       |
|     | Leopold Fettweis                 | US-amerikanischer Bildhauer                                                        |       |       |
|     | John Dixon Gibbs                 | englischer Elektrotechniker                                                        |       |       |
|     | Kazimierz Granzow                | polnischer Baumeister                                                              |       |       |
|     | Jamgön Ju Mipham Gyatsho         | Autor und Lama der Nyingma-Schule des tibetischen Buddhismus                       |       |       |
|     | Albert Herr                      | deutscher Verwaltungsbeamter und Parlamentarier                                    |       |       |
|     | James R. Judge                   | US-amerikanischer Politiker                                                        |       |       |
|     | Carl Kunst                       | deutscher Graphiker                                                                |       |       |
|     | Fridolin Leiber                  | deutscher Maler                                                                    |       |       |
|     | Mataafa Josefo                   | samoanischer Politiker und Oberhäuptling von Samoa                                 |       |       |
|     | Claudius Merten                  | deutscher Theaterschauspieler und Sänger                                           |       |       |
|     | Mishkin-Qalam                    | persischer Kalligraf und Bahai                                                     |       |       |
|     | Mathurin Moreau                  | französischer Bildhauer                                                            |       |       |
|     | Eduard Müller                    | deutscher Fabrikant, Kommerzienrat und Politiker (NLP), MdR                        |       |       |
|     | George Nichols                   | US-amerikanischer Arzt und Politiker                                               |       |       |
|     | Karl Hermann Pahncke             | deutscher evangelischer Geistlicher und Autor                                      |       |       |
|     | Fred Pansing                     | deutsch-amerikanischer Maler                                                       |       |       |
|     | Johanna Pelizaeus                | deutsche Pädagogin                                                                 |       |       |
|     | Franz Persoglia                  | österreichischer Historien- und Genremaler                                         |       |       |
|     | Franz Renner                     | österreichischer Flugpionier, Mitglied einer Grazer Artistenfamilie                |       |       |
|     | Joel Moses Salomon               | Mitbegründer von Petach Tikva                                                      |       |       |
|     | Johann Andreas Schnabl           | deutsch-polnischer Entomologe                                                      |       |       |
|     | Rudolf Siegel                    | deutscher Vizeadmiral                                                              |       |       |
|     | Paul Eduard Richard Sohn         | deutscher Maler                                                                    |       |       |
|     | Alice Bunker Stockham            | US-amerikanische Gynäkologin                                                       |       |       |
|     | Elisabeth Strempel               | deutsche Porträtmalerin                                                            |       |       |
|     | Carl Teufel                      | deutscher Maler und Fotograf in München                                            |       |       |
|     | Ludwig Zinth                     | deutscher Landwirt und Politiker (Zentrum), MdR                                    |       |       |